# Artëm Zanin
Artëm Zanin (in russo Артём Занин?; Leningrado, 13 novembre 1986) è uno schermidore russo.

## Palmarès
In carriera ha conseguito i seguenti risultati:
- Mondiali di scherma

Parigi 2010: oro nella sciabola a squadre.